# Sturnira aratathomasi
Sturnira aratathomasi là một loài động vật có vú trong họ Dơi mũi lá, bộ Dơi. Loài này được Peterson & Tamsitt mô tả năm 1968.